# Jalen Duren
Jalen Montez Duren (New Castle, Delaware, 18 de noviembre de 2003) es un jugador de baloncesto estadounidense que pertenece a la plantilla de los Detroit Pistons de la NBA. Mide 2,08 metros y juega en la posición de pívot. 

## Trayectoria deportiva

### Instituto
Jalen se comprometió a jugar al baloncesto en la escuela secundaria Roman Catholic High School en Filadelfia, Pensilvania. Promedió 12,8 puntos, 9,3 rebotes y 2,5 tapones por partido mientras anotaba un 71 por ciento desde el campo como estudiante de primer año, lo que llevó a su equipo a su segundo título consecutivo de la Liga Católica de Filadelfia.
Promedió 18,1 puntos, 12,5 rebotes y 3,4 tapones por partido durante su segundo año, lo que llevó a su equipo a un récord de 18-10. Al final del año, obtuvo los honores de aparecer en el mejor quinteto de todas las ligas, mejor quinteto de todos los estados y ser MaxPreps Sophomore All-American.
Para su tercer año, Duren fue transferido a la Academia Montverde en Montverde, Florida. Fue uno de los cinco estudiantes de primer año seleccionados para el equipo All-American de pretemporada de Sports Illustrated. Promedió 15,5 puntos, 10,6 rebotes y 2,4 tapones por partido en la conferencia NIBC, lo que llevó a los Eagles a un récord de liga de 12-1 (20-1 en total).

### Universidad
Jugó una temporada con los Tigers de la Universidad de Memphis, en la que promedió 12 puntos, 8,1 rebotes, 2,1 tapones y 1,3 asistencias por partido. Fue elegido Novato del Año e incluido en el mejor quinteto de la American Athletic Conference.
El 18 de abril de 2022 se declaró elegible para el draft de la NBA de 2022, renunciando a su elegibilidad universitaria restante.

#### Estadísticas
| Año     | Equipo  | PJ | PT | MPP  | %TC  | %3P  | %TL  | RPP | APP | ROB | TPP | PPP  |
| ------- | ------- | -- | -- | ---- | ---- | ---- | ---- | --- | --- | --- | --- | ---- |
| 2021–22 | Memphis | 29 | 29 | 25.3 | .597 | .000 | .625 | 8.1 | 1.3 | .8  | 2.1 | 12.0 |

### Profesional
Fue elegido en la decimotercera posición del Draft de la NBA de 2022 por los Charlotte Hornets, pero fue enviado esa misma noche a los Detroit Pistons en una operacíón a tres bandas.
Durante su segunda temporada en Detroit, ya como pívot titular, el 28 de enero de 2024 ante Oklahoma City Thunder, consigue un doble-doble de 22 puntos y 21 rebotes.

## Estadísticas de su carrera en la NBA

### Temporada regular
| Año     | Equipo  | PJ  | PT  | MPP  | %TC  | %3P  | %TL  | RPP  | APP | ROB | TPP | PPP  |
| ------- | ------- | --- | --- | ---- | ---- | ---- | ---- | ---- | --- | --- | --- | ---- |
| 2022-23 | Detroit | 67  | 31  | 24.9 | .648 | .000 | .611 | 8.9  | 1.1 | .7  | .9  | 9.1  |
| 2023-24 | Detroit | 61  | 60  | 29.1 | .619 | .000 | .790 | 11.6 | 2.4 | .5  | .8  | 13.8 |
| 2024-25 | Detroit | 78  | 78  | 26.1 | .692 | –    | .669 | 10.3 | 2.7 | .7  | 1.1 | 11.8 |
| Total   | Total   | 206 | 169 | 26.6 | .653 | .000 | .691 | 10.2 | 2.1 | .6  | .9  | 11.5 |

### Playoffs
| Año   | Equipo  | PJ | PT | MPP  | %TC  | %3P | %TL  | RPP  | APP | ROB | TPP | PPP  |
| ----- | ------- | -- | -- | ---- | ---- | --- | ---- | ---- | --- | --- | --- | ---- |
| 2025  | Detroit | 6  | 6  | 33.8 | .650 | —   | .826 | 10.7 | 3.5 | .3  | 1.7 | 11.8 |
| Total | Total   | 6  | 6  | 33.8 | .650 | —   | .826 | 10.7 | 3.5 | .3  | 1.7 | 11.8 |